# 28 janvier 1997
Le mardi 28 janvier 1997 est le 28e jour de l'année 1997.

## Naissances
- Alexander Evans, coureur cycliste australien
- Amaury Golitin, athlète français
- Aymen Dahmen, joueur tunisien de football
- Bojan Knežević, joueur de football croate
- Dries Wouters, joueur de football belge
- Eduard Löwen, joueur de football allemand
- Jamal Hibatullah, cycliste indonésien
- Manuel Eitel, athlète allemand
- Obi Igbokwe, athlète américain

## Décès
- Abdelhak Benhamouda (né le 12 décembre 1946), secrétaire général de lUGTA (Algérie) entre Juin 1990 et Janvier 1997
- Colin Welch (né le 23 avril 1924), journaliste politique britannique
- Edith Wolff (née le 13 avril 1904), résistante allemande
- Edmond de Stoutz (né le 18 décembre 1920), chef d'orchestre fondateur de l'orchestre de chambre de Zürich
- Louis Pauwels (né le 2 août 1920), journaliste et écrivain français
- Mikel Koliqi (né le 29 septembre 1902), prélat catholique
- Raya Garbousova (née le 25 septembre 1909), violoncelliste russe naturalisée américaine
- Wong Shun Leung (né le 8 mai 1935), pratiquant chinois d'arts martiaux

## Événements
- Découverte des astéroïdes (100519) Bombig, (11143) 1997 BF7, (39748) Guccini, (39749) 1997 BW6 et (9111) Matarazzo
- Publication du roman L'Œil du dragon de Anne McCaffrey
- Début de l'Open de Tokyo 1997